# Emil Åberg (fotbollsspelare)
Emil Allan Åberg, född den 8 maj 1992 i Brösarp, är en svensk fotbollsspelare (anfallare) som spelar för Vejby IF.

## Karriär
Åbergs moderklubb är Brösarps IF, där han började spela som femåring. Som 13-åring debuterade han i Brösarps A-lag.
Sommaren 2008 gick Åberg till Helsingborgs IF. Under 2011 var han utlånad till Ramlösa Södra FF. I mars 2012 blev det klart att Helsingborgs IF lånade ut Åberg till Kristianstads FF under vårsäsongen 2012.
I mars 2013 skrev han på för Eskilsminne IF, där han blev kvar i fyra år innan han gick till Kristianstad FC inför 2017 års säsong. Inför säsongen 2018 återvände Åberg till Eskilsminne IF. I januari 2020 förlängde han sitt kontrakt med två år.
Inför säsongen 2022 gick Åberg till nyuppflyttade Ettan Södra-klubben Ängelholms FF. I december 2022 blev han klar för spel i division 3-klubben Höganäs BK. I november 2023 skrev Åberg på för division 3-klubben Vejby IF.